# Abarth 695 Biposto

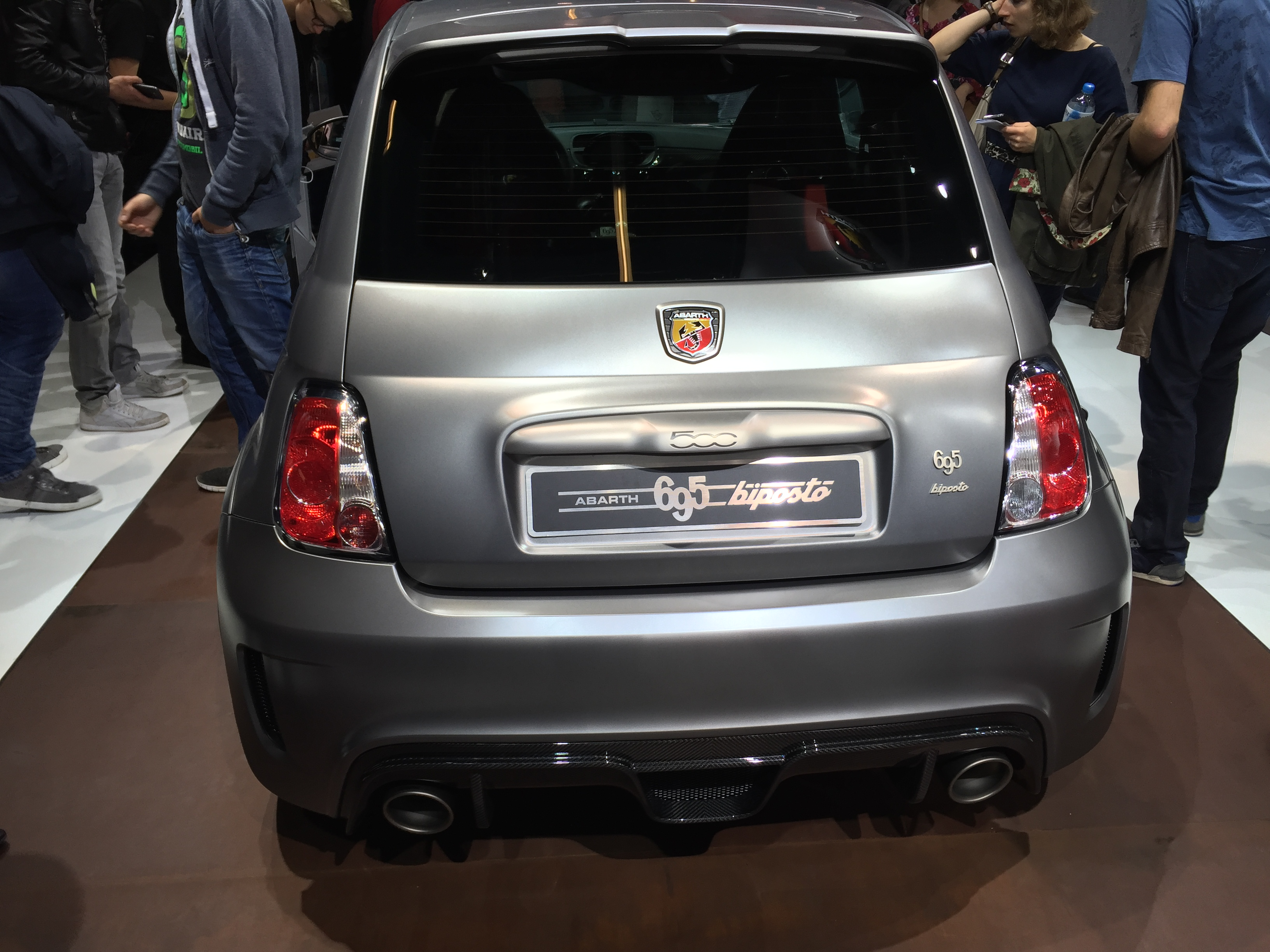
Heckansicht des Abarth 695 Biposto

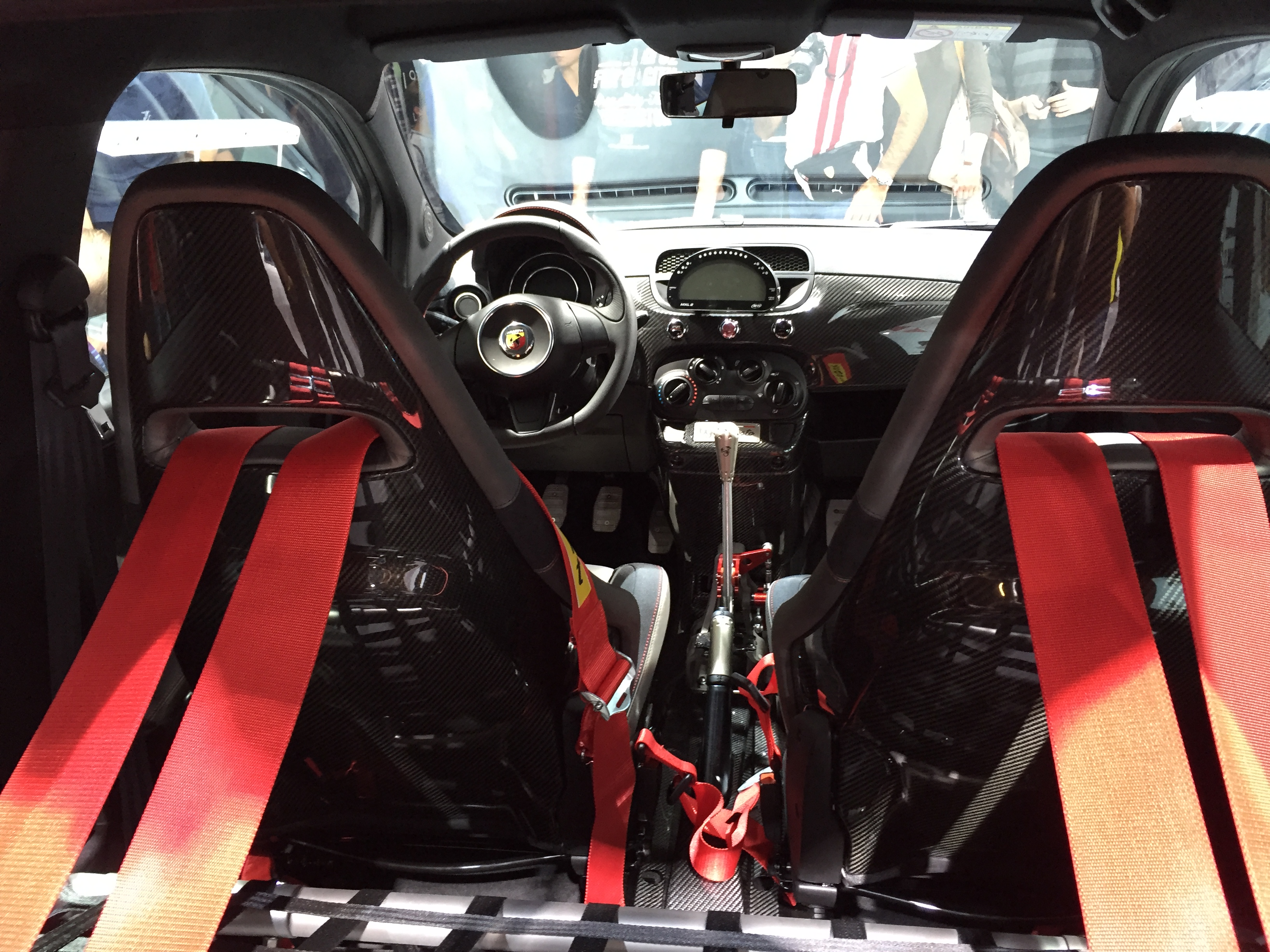
Innenraum des Abarth 695 Biposto (Rennsport-Ausstattung)

Der Abarth 695 Biposto ist ein Pkw-Modell, das auf dem Fiat 500 basiert und unter der Marke Abarth verkauft wird. Das Fahrzeug ist eine für den Straßenverkehr zugelassene Ableitung der Rennsportversion Abarth 695 Assetto Corse mit entsprechender Ausrichtung. Der Namenszusatz „Biposto“ weist auf die Reduktion auf zwei Sitzplätze hin.
Nachdem der 695 Biposto auf dem Genfer Auto-Salon erstmals vorgestellt wurde, kam er Ende 2014 in den Handel. Die Jahresproduktion 2014 ist ausverkauft. Der Biposto ist nur in Performance Grau matt lieferbar. In Deutschland kostet das Auto ab 39.900 Euro.

## Technik
Der Biposto ist mit einem 1,4-Liter-Turbo-Ottomotor (T-JET) mit 140 kW (190 PS) ausgestattet. Dieser hat ein maximales Drehmoment von 250 Nm bei einer Drehzahl von 3000/min. Der Motor ist mit einem Turbolader Garrett GT 1446 und mit einem, hinter der Frontschürze untergebrachten, Ladeluftkühler ausgerüstet. Serienmäßig ist außerdem ein manuell zu schaltendes, synchronisiertes Fünfgang-Schaltgetriebe. Gegen Aufpreis ist ein vom Rennsport abgeleitetes sogenanntes Dog-Ring-Getriebe erhältlich. Es lässt sich ohne zu kuppeln schalten. Zur Grundausstattung gehören ferner ein Sperrdifferenzial, Vierkolbenzangen-Bremsen von Brembo sowie eine Titan-Doppelrohrauspuffanlage mit Klappensteuerung von Akrapovic. Weitere Ausstattungsdetails sind ABS, ESP, MSR, Berganfahrhilfe und ein Reifendruckkontrollsystem.

## Fahrwerk und Bremsen
Das Fahrwerk besteht aus einer MacPherson-Achse mit Stabilisator vorn und einer Verbundlenkerachse mit Stabilisator hinten. Die Extreme-Shox-Stoßdämpfer mit Sportfedern rundum sind höhenverstellbar. Die Brembo-Bremsanlage hat an der Vorderachse innenbelüftete, gelochte Bremsscheiben mit 305 mm Durchmesser und 28 mm Dicke sowie feste Vier-Kolben-Bremssättel mit Sportbelägen. An der Hinterachse werden massive Bremsscheiben mit Ein-Kolben-Bremssätteln verwendet. Die elektrische Servolenkung hat einen Sportmodus. Der Wagen wiegt leer 997 kg (nach ISO-Norm 1176 inklusive Tankfüllung und Fahrer).

## Fahrleistungen
Für die Beschleunigung von 0 auf 100 km/h benötigt das Auto 5,9 s. Die Höchstgeschwindigkeit liegt bei 230 km/h. Der Kraftstoffverbrauch wird vom Hersteller mit ca. 6,2 l/100 km angegeben. Der CO2-Ausstoß beträgt 145 g/km, die CO2-Effizienzklasse ist F.

## Rennsport-Ausstattung
Für den Rennsport sind gegen Aufpreis eine Aluminium-Motorhaube und weitere Ausstattungspakete erhältlich (siehe unten). Ansonsten zeigt der Abarth 695 Biposto die an sportlichen Fahrzeugen erwarteten optischen Anpassungen, die hier Stoßfänger und Kühlermaske, Seitenschweller sowie Radläufe umfassen und einen Heckflügel einschließen. Die Grundausstattung umfasst 18-Zoll-Sporträder mit Reifen der Dimension 215/35. Daneben sind ein Gerät zur digitalen Aufzeichnung der Fahrdynamikdaten, Motorhaubenverschlüsse und Türgriffe aus Titan wie auch verschiedene Aluminium-, Karbon- und Titan-Applikationen im Inneren lieferbar. Das gesamte Karosseriedesign stammt von Zender. Die Scheiben in den Türen sind optional aus Polycarbonat und fest eingefügt; Öffnungen mit passenden Transparent-Schiebeflächen lassen bei Bedarf etwas frische Luft ins Innere.
Darüber hinaus verlangt das Fahrzeug vom Besitzer Kompromissbereitschaft bezüglich Gebrauchsfähigkeit im Alltag und Komfort. Der Überrollkäfig aus Titan (mit Sicherheitsnetz) sowie die durch die Rückenlehne der Rennsitzschalen aus kohlenstofffaserverstärktem Kunststoff (optional) geführten Vierpunkt-Gurte lassen für eine Rückbank keinen Raum mehr. Zur Gewichtsreduzierung werden Klimaanlage, Soundsystem und sogar Xenon- und Nebelscheinwerfer weggelassen.

## Sondermodelle

### 695 biposto Record
Das Sondermodell Record wurde in Erinnerung an Abarths 133 internationale Rekorde im Motorsport aufgelegt. Das Fahrzeug entspricht weitestgehend der Serienausstattung, ist aber in der Ferrarifarbe Giallo Modena lackiert. Das auf 133 Einheiten limitierte Modell kam 2015 für 48.900 Euro auf den Markt.

### 695 Rosso Officina
Es handelt sich dabei nicht um ein offizielles Sondermodell. Das Auto wurde in einer Kleinserie von 99 Stück von Abarth gefertigt und an Ferrari-Händler ausgeliefert. Es gibt keine offizielle Preisliste, jedoch bieten viele Händler ihre Modelle für 44.900 Euro zum Kauf an.
Zusätzlich zur Serienausstattung kommt der Rosso Officina mit CFK-Verkleidungen an Instrumentenbrett, Türen, Sitzschalen und Schalthebel sowie der Lackfarbe Rosso Corsa. Weiterhin ist eine Seriennummer im Innenraum und ein Echtheitszertifikat im Lieferumfang.